# Rhizotrogus lajonquierei
Rhizotrogus lajonquierei är en skalbaggsart som beskrevs av Baraud 1970. Rhizotrogus lajonquierei ingår i släktet Rhizotrogus och familjen Melolonthidae. Inga underarter finns listade i Catalogue of Life.